# ALS Basket Andrézieux-Bouthéon
A Association Loire Sport Basket Andrézieux-Bouthéon, também conhecido como ALS Andrézieux-Bouthéon foi um clube de basquetebol baseado em Andrézieux-Bouthéon, França que disputou a Nationale Masculine1 (equivalente à terceira divisão francesa). Mandava seus jogos no Palais des Sports. Em 2024 divulgou fusão com o Saint-Chamond Basket para formar o Saint-Chamond Andrézieux-Bouthéon Basket.

## Histórico de Temporadas
| Temporada       | Nível | Liga | Pos. | J     | PL               | Resultado         |
| --------------- | ----- | ---- | ---- | ----- | ---------------- | ----------------- |
| 1994-95         | 5     | NM3  |      |       |                  |                   |
| 1995-96         | 5     | NM3  |      |       | Promovidocampeão |                   |
| 1996-97         | 4     | NM2  |      |       |                  |                   |
| 1997-98         | 4     | NM2  | 7    |       |                  |                   |
| 1998-99         | 3     | NM1  |      |       |                  |                   |
| 1999-00         | 4     | NM2  |      |       |                  |                   |
| sem informações |       |      |      |       |                  |                   |
| 2006-07         | 4     | NM2  | 1    |       |                  | Promovidocampeão  |
| 2007-08         | 3     | NM1  | 16   |       |                  | Rebaixado         |
| 2008-09         | 4     | NM2  | 4    | 19-7  |                  |                   |
| 2009-10         | 4     | NM2  | 4    | 18-10 |                  |                   |
| 2010-11         | 4     | NM2  | 6    | 12-12 |                  |                   |
| 2011-12         | 4     | NM2  | 3    | 15-11 |                  | Campeão           |
| 2012-13         | 4     | NM2  | 4    | 12-10 |                  |                   |
| 2013-14         | 4     | NM2  | 11   | 12-14 |                  |                   |
| 2014-15         | 4     | NM2  | 7    | 10-9  |                  |                   |
| 2015-16         | 4     | NM2  | 1    | 22-4  |                  | Promovido         |
| 2016-17         | 3     | NM1  | 9    | 17-17 | 2-1              | Quartas de finais |
| 2017-18         | 3     | NM1  | 12   | 15-19 |                  |                   |

fonte:eurobasket.com

## Títulos

### Nationale Masculine 3 (quinta divisão)
- Campeão (1):1995-96

### Nationale Masculine 2 (quarta divisão)
- Campeão (1):2006-07